# Rodney Blaze
Rodney Blaze (Rotterdam, 14 juni 1973) is een Nederlandse rockzanger, die naast zijn solo-albums vooral bekend is door zijn bijdragen aan Arjen Anthony Lucassens Ayreon- en Star One-projecten. Daarnaast is hij sinds 1991 actief in verschillende bands.

## Muziekcarrière
Na een jarenlange muzikale voorbereiding solliciteert Blaze in 1991 als zanger bij een lokale band, na te zijn aangenomen speelt deze op verschillende locaties en krijgen een plek in het voorprogramma van de ska-band Sjako!. Later wordt Blaze benaderd door Block Busters-gitarist Hans van den Heuvel voor het project Fatal Attraction, waaruit het album -Wonderland- ontstaat. In 1995 wordt Blaze frontman van de glitter glam rockband Block Busters. Met deze band treed Blaze nationaal en internationaal op. Zij deelden de podia met o.a. The Sweet, Mud en Slade. Ook maakten zij in de jaren negentig deel uit van een 70ties roadshow, die met Toppop-ster Ad Visser op diverse plaatsen in Nederland en België optrad, en wordt in 1999 hun album Powder To The People uitgebracht.  
In 2005 doet multi-instrumentalist Arjen Anthony Lucassen een beroep op Blaze om mee te werken aan een vernieuwde versie van de cd The Final Experiment. Zij werkten daarna ook samen op de latere albums Timeline en het tweede Star One album Victims of the modern age. Datzelfde jaar stapt Blaze in de band Xenobia die dan samengesteld is met o.a. Koen Herfst en Collin Hoeve waarmee de EP Burn it Away in 2008 wordt uitgebracht. Ook zal Xenobia worden opgenomen als support act bij onder meer After Forever / Stream of Passion en Kingfisher Sky. Xenobia zal in 2011 de naam Blaze of Darkness gaan dragen. In 2010 wordt de band Monsters of Pop opgericht welke is samengesteld uit Andre Borgman en Luuk van Gerven (beiden ex-After Forever) en Erik Stout (ex-Vengeance) en Blaze als frontman. Monsters of Pop heeft het podium gedeeld met o.a. Doro Pesch en Dr. Feelgood en was te zien op het Paaspop-festival te Schijndel in 2010. In 2018 kruisen de muzikale paden wederom voor Blaze en gitaar virtuoos Mark Bogert, ze deelden jaren eerder al het podium met Bogerts voormalig band Penny's Twisted Flavour, waar Blaze meerdere malen de taak als frontman op zich nam. Ditmaal wordt Blaze gevraagd om mee te werken aan rockopera JTR1888. Hij zal hier de rol mogen vertolken van seriemoordenaar Jack the Ripper. 
Het album JTR1888 zal in 2019 worden uitgebracht door Butler Records onder de naam Magoria. Blaze zal in 2020 zijn medewerking verlenen aan ex-After Forever gitarist Sander Gommans om het metalproject Magic-O-Metal voor kinderen kracht bij te zetten. Het album Enter The Metal Realm van dit project zal in datzelfde jaar worden gelanceerd. 
In 2021 heeft Blaze onder leiding van Joost van den Broek een bijdrage geleverd in de achtergrondzang voor de Duitse powermetalband Powerwolf.

## Samenwerking
Rodney Blaze deelde (festival) podia met o.a.:
- met Sjiawn: Sjako!
- met Block Busters: Ad Visser, Band Zonder Banaan, Barrelhouse, Bert Heerink, Birgit, Boney M., Cesar Zuiderwijk, Equals, Fischer-Z,George McCrae, Gibson Brothers,Gruppo Sportivo, Happy Tunes, Is Ook Schitterend, Mud, Pasadena’s, Peter Koelewijn, Rich Wyman, Shoes, Slade, The Sweet, The Three Degrees, Uriah Heep, VOF de Kunst, Zombies.
- met Xenobia (nu Blaze of Darkness ): After Forever, Kingfisher Sky, Stream of Passion, Autumn.
- met Monsters of Pop: Doro Pesch , Dr. Feelgood.

## Discografie

### Rodney Blaze (solo)
- 1997 Back to the Future
- 1998 Pink Bagger
- 2002 Behind Doors

### Met Ayreon
- 2005 The Final Experiment SE

| Album met eventuele hitnotering(en) in de Nederlandse Album Top 100 | Datum van verschijnen | Datum van binnenkomst | Hoogste positie | Aantal weken | Opmerkingen   |
| ------------------------------------------------------------------- | --------------------- | --------------------- | --------------- | ------------ | ------------- |
| The Final Experiment                                                | 1995                  | -                     |                 |              |               |
| Timeline                                                            | 2008                  | -                     |                 |              | Verzamelalbum |

### Met Star One
| Album met eventuele hitnotering(en) in de Nederlandse Album Top 100 | Datum van verschijnen | Datum van binnenkomst | Hoogste positie | Aantal weken | Opmerkingen |
| ------------------------------------------------------------------- | --------------------- | --------------------- | --------------- | ------------ | ----------- |
| Victims of the modern age                                           | 29-10-2010            | 06-11-2010            | 21              | 2            |             |

### Met Magic O Metal
- 2020 Enter The Metal Realm

### Met Magoria
- 2019 JtR1888
- 2024 Hollingsworth Mansion

### Met Xenobia
- 2008 Burn it Away

### Met Block Busters
- 1999 Powder to the People

### Met Fatal Attraction
- 1995 Wonderland

## Overige

### Powerwolf
- 2021 Call of the Wild (bijdrage achtergrond vocalen)

## Band historie
- Judgement - (1991/1992)
- SJIAWN - (1992/1995)
- Wheels of Fire - (1993/1994)
- Unknown Fact - (1994/1995)
- Block Busters - (1995/2015)
- Deep Treased - (1999/2000)
- The Red Cars - (2001/2002)
- Delores - (2002/2003)
- Xenobia - (2005/2009)
- Monsters of Pop - (2010/ 2012)
- Blaze of Darkness - (2011 /2012)
- Magoria - (2018 / tot heden)
- Magic O Metal - (2019 / tot heden)

## Referencies
1. https://www.rockportaal.nl/magoria-jtr1888/
2. https://zwaremetalen.com/albumrecensies/magic-o-metal-enter-the-metal-realm/
3. https://www.arjenlucassen.com/content/rodney-blaze/
4. https://3voor12.vpro.nl/lokaal/den-haag/artikelen/overzicht/2008/augustus/cd-recensie-xenobia-burn-it-away.html/
5. https://www.festivalinfo.nl/recensie/1772/Burn-it-Away/Blaze-of-Darkness/